# 小六禮次郎
小六 禮次郎（、1949年12月13日 - ）は、日本の作曲家、編曲家。東京音楽大学客員教授、日本作編曲家協会理事長。
すぎやまこういちの弟子にあたる人物。妻は歌手・女優の倍賞千恵子。

## 来歴・人物
岡山県岡山市中区出身。小学生時代に第17回国民体育大会が岡山で開催された際に小中学校で鼓笛隊が編成されたことをきっかけに音楽に熱中するようになる。岡山県立岡山操山高等学校から東京藝術大学音楽学部作曲科に進み、卒業後は作・編曲分野の第一線で活動。映画、テレビ、ミュージカル、CM作品からオペラ、交響詩まで幅広いジャンルの作品がある。
同郷の先輩である川口真からすぎやまこういちを紹介され、1年ほどアシスタントを務めた。2年目に味の素のCMコンペで採用され、以後CMや音楽番組、歌謡曲の編曲など多数の発注を受けるようになる。しかし、編曲は自身に合わないと思い、映像音楽へとシフトしていった。
北海道野付郡別海町に別荘を所有し、1年の半分近くを同所で過ごしている。また、その縁で野付半島ネイチャーセンターの名誉センター長に妻の倍賞千恵子と共に任命されている。
2013年1月15日、「別海町観光大使」就任。

## 主な作品

### テレビドラマ
- 青春ド真中!（1978年、日本テレビ）
- ゆうひが丘の総理大臣（1978年、日本テレビ）[2]
- さすらいの甲子園（1980年、日本テレビ）
- 松本清張の馬を売る女（1982年、TBS）
- 松本清張の突風（1983年、TBS）
- 青い瞳の聖ライフ（1984年、フジテレビ）
- 京都かるがも病院（1986年、テレビ朝日）
- 松本清張の黒い樹海（1986年、テレビ朝日）
- 仮面法廷（1987年、テレビ朝日）
- 森村誠一の指名手配（1987年、テレビ朝日）
- 松本清張作家活動40年記念・砂の器（1991年、テレビ朝日）
- 派閥人事(1992年　TBS)
- 山村美紗サスペンス 赤い霊柩車 第2作～第5作（1993年～1996年、フジテレビ）
- 松本清張スペシャル・鉢植を買う女（1993年、テレビ朝日）
- 三軒目の誘惑（1994年、日本テレビ）
- 大河ドラマ『秀吉』（1996年、NHK総合）[2]
- 連続テレビ小説『天うらら』（1998年、NHK総合）
- 痛快!三匹のご隠居（1999年、テレビ朝日）
- 連続テレビ小説『さくら』（2002年、NHK総合）
- ちょっと待って、神様（2004年、NHK総合）
- 七色のおばんざい（2005年、NHK総合）
- 大河ドラマ『功名が辻』（2006年、NHK総合）[2]
- 雪あかりの街（2007年、NHK札幌放送局制作の地域ドラマ）
- その男、副署長（2007年、テレビ朝日）
- 暖流（2007年、毎日放送）
- 隠密秘帖（2011年、NHK総合）
- 隠密八百八町（2011年、NHK総合）
- 風の峠〜銀漢の賦〜（2015年、NHK総合）
- インディゴの恋人（2016年、NHK岡山放送局制作の地域ドラマ）

### 教育番組
- できるかな（NHK教育）
- ワンツー・どん（NHK教育、宇宙人のテレパシー）

### 人形劇
- プリンプリン物語（NHK総合）[2]

### 舞台
- 国際花と緑の博覧会（芙蓉ミュージカルシアター『花咲く星の物語』）

### 映画
- 東京大空襲 ガラスのうさぎ（1979年）[1]
- グリックの冒険（1981年、共同映画）[1]
- ゴジラ（1984年、東宝）[3][1][4][2]
- 桜の樹の下で(1989年、東映)
- 花物語（1989年、大映）
- 満月のくちづけ（1989年、東宝）
- オーロラの下で（1990年、東映）[1]
- 激動の1750日（1990年、東映）[1]
- 就職戦線異状なし（1991年、東宝）
- 電影少女（1991年、東宝）
- 喜多郎の十五少女漂流記（1992年、松竹・音楽総監修）
- 寒椿（1992年、東映）[1]
- 望郷（1993年、松竹）
- 極道の妻たち 赫い絆（1995年、東映）[1]
- 蓮如物語 Rennyo（1998年、東映）
- Beauty うつくしいもの（2007年 郷土映画、ジョリー・ロジャー）[1]
- ふるさとをください（2008年）[1]
- 弁護士・布施辰治（2010年、Office 池田）
- 野球部員、演劇の舞台に立つ!（2018年、パンドラ）[2]
- 初恋〜お父さん、チビがいなくなりました（2019年、クロックワークス）

### アニメ
- 新・ど根性ガエル
- 伝説巨神イデオン（編曲担当）
- ふしぎなコアラブリンキー（1984年、日本アニメーション）
- 愛少女ポリアンナ物語（1986年、日本アニメーション）[2]
- ロボタン（1986年、東京ムービー）
- パラソルヘンべえ（1989年、C&Dディストリビューション・NHK）
- onちゃん夢パワー大冒険!（2003年、北海道テレビ放送開局35周年記念特別アニメ）

#### アニメ映画
- 北極のムーシカミーシカ（1979年）[1]
- サイボーグ009 超銀河伝説（1980年、編曲・主題歌編曲）
- 月光のピアス ユメミと銀のバラ騎士団（1991年）
- うしろの正面だあれ（1991年）
- 地球が動いた日（1997年）
- NAGASAKI 1945 アンゼラスの鐘（2005年）
- パッテンライ!! 〜南の島の水ものがたり〜（2008年）
- 映画 プリキュアオールスターズ みんなで歌う♪奇跡の魔法!（2016年、挿入歌作曲）[1]

#### OVA
- New Story of Aura Battler DUNBINE
- 強殖装甲ガイバー
- るんは風の中（1985年）
- IZUMO（1991年、学研）

### ゲーム
- 決戦 （2000年、PS2）
- 決戦II（2001年、PS2）
- 決戦III（2004年、PS2）

### 楽曲提供
- キャンディーズ ミュージカル『スタンバイOK』（1976年／日劇）挿入歌（「めざめ」ほか）
- 五木ひろし 『あなたもそうですか』（1977年、味の素「夏のバラエティギフト」CMイメージソング。非売品）
- 小林幸子 『桜蘭』（作曲のほか編曲も担当）
- サーカス、山本理沙『Yes My Song』（作詞：森雪之丞。テレビ新潟放送網初代イメージソング）
- 町田義人 「タケちゃんマンロボのテーマ『愛より強く』」（作詞：大岩賞介/ナレーション：大平透）

### 編曲作品
- 大杉久美子
  - 「かあさんおはよう」
- 大橋恵里子
  - 「センチメンタル・ボーイ」
- 北原ミレイ
  - 「気がつけばひとり」
- 榊原郁恵
  - 「アル・パシーノ+（たす）アラン・ドロン<（より）あなた」
  - 「赤いブーツとつむじ風」
  - 「夏のお嬢さん」
- 西城秀樹
  - 「パシフイック」
- 里見浩太朗
  - 「微笑みかけて」
- 子門真人
  - 「みんなサーカス」
  - 「ザ・ピエロ」
- スラップスティック
  - 「ハイビスカスの夢」
  - 「サーフィン・サハリ」
  - 「背中合わせのSalty Rain」
  - 「遠い渚」
  - 「星座になりたい」
- たちはらるい
  - 「ガラスの愛撫」
- ペギー葉山
  - 『恋歌・万葉の心を求めて』（アルバム）
- 町田義人
  - 「10億光年の愛」
  - 「さらばとは言わない」
- 森昌子
  - 「少年時代」
  - 「彼岸花」
  - 「夕子の四季」
  - 「ほお紅」
- 由紀さおり
  - 「渥美地方の子守唄」
- 吉幾三
  - 『帰ろうか…』（アルバム）
- 和田アキ子
  - 「よくあることじゃない」
  - 「夕べの鐘」
  - 「夕暮れ、恋人」
  - 「秋がいいわ」
  - 「追憶」
  - 「君が野に咲くバラなら」

### クラシック音楽
- 晴れの国おかやま国体（行進曲『March'05』、国体旗引継曲『永遠の旗～the Eternal Flag～』、炬火点火・納火曲『炎の下に～Under the Flame～』）
- 福井国民文化祭 世界劇『眠り王』『黄金の刻』
- 前進座特別公演 『法然と親鸞』
- 岡山城築城400年記念式典 『烏城浪漫』
- 吉備高原学園高等学校校歌
- 学校法人ベル学園校歌
- 合唱ミュージカル「ゲッタウェイ」
- 合唱ミュージカル「ビリーの木」
- 合唱ミュージカル「くいしんぼうララバイ」
- 合唱ミュージカル「星空の紙ヒコーキ」
- 合唱ミュージカル「伝説の島ZZ」
- 女声合唱組曲「金もくせい/少女から女へ」（作詞：藤公之助）
- 女声合唱組曲「街角の歌たち」（作詞：村田さち子）
- 女声合唱組曲「Woman」（作詞：村田さち子）
- 女声合唱組曲「ゴスペル・シャワー」（作詞：村田さち子）
- 混声合唱組曲「生まれた街」（作詞：弥勒）
- ミスター・モーニング（作詞：村田さち子。第52回NHK全国学校音楽コンクール中学校の部課題曲）
- サクソフォンとピアノのための「さくら」
- 吹奏楽曲「アンゼラスの鐘」
- The game（パーカッションアンサンブル）
- 祝典カンタータ～宇宙に浮かぶ奇蹟の惑星～（作詞：麻生香太郎。岡山市ジュニアオーケストラ創立45周年記念委嘱作品）